# Floride durant la guerre de Sécession
La Floride rejoint les États confédérés d'Amérique au début de la guerre de Sécession, en tant que troisième des sept États qui font initialement sécession de l'Union, à la suite de l'élection de 1860 d'Abraham Lincoln. Avec l'État fédéré le moins peuplé et une population comportant près de la moitié d'esclaves, la Floride ne peut envoyer que 15 000 hommes dans l'Armée des États confédérés. Son importance tient à l'approvisionnement alimentaire du sud, et le soutien aux coureurs de blocus, avec son littoral long, plein de bras de mer, difficile à patrouiller.
Lors de l'éclatement de la guerre, les confédérés saisissent de nombreux camps de l'armée de l'État, bien que l'Union conserve le contrôle des principaux ports maritimes. Mais il y a peu de combats en Floride, le seul combat majeur étant la bataille d'Olustee près de Lake City en février 1864. Toutefois, les conditions en temps de guerre font qu'il est plus facile pour les esclaves de s'échapper, et beaucoup d'entre eux deviennent des informateurs utiles pour les commandants de l'Union. Comme le moral du sud souffre, les déserteurs des deux côtés se réfugient en Floride, attaquant souvent les unités confédérées et pillant des fermes. Tallahassee devient l'avant-dernière capitale d'un État confédéré à l'automne à tomber face à l'armée de l'Union. En mai 1865, l'administration fédérale est rétablie, l'esclavage aboli, et le gouverneur de l'état de John Milton se suicide plutôt que de se soumettre à l'occupation de l'Union.

## Origines
La sécession est déclarée le 10 janvier 1861, et, après moins d'un mois, la Floride, devient l'un des membres fondateurs de la Confédération. Les six premiers États à faire sécession ont la plus grande population d'esclaves parmi les états du Sud. Bien que le vote pour la sécession passe à 62 contre 7, il y a une minorité pro-unioniste et anti-confédérée dans l'État, un mouvement qui grandit au fil de la guerre.
La Floride envoie une délégation de trois hommes au congrès confédéré provisoire, qui se réunit d'abord à Montgomery, en Alabama, et puis dans la nouvelle capitale de Richmond, en Virginie. La délégation est composée de Jackson Morton, James Byeram Owens, et James Patton Anderson, qui démissionne le 8 avril 1861, et est remplacé par George Taliaferro Ward. Ward sert à partir de mai 1861 jusqu'en février 1862, quand il démissionne et est remplacé par John Pease Sanderson.
Selon l'historien William C. Davis, « la protection de l'esclavage » est « la raison explicite » pour la Floride de déclarer la sécession, ainsi que la création de la Confédération elle-même.

## Début des  années confédérées

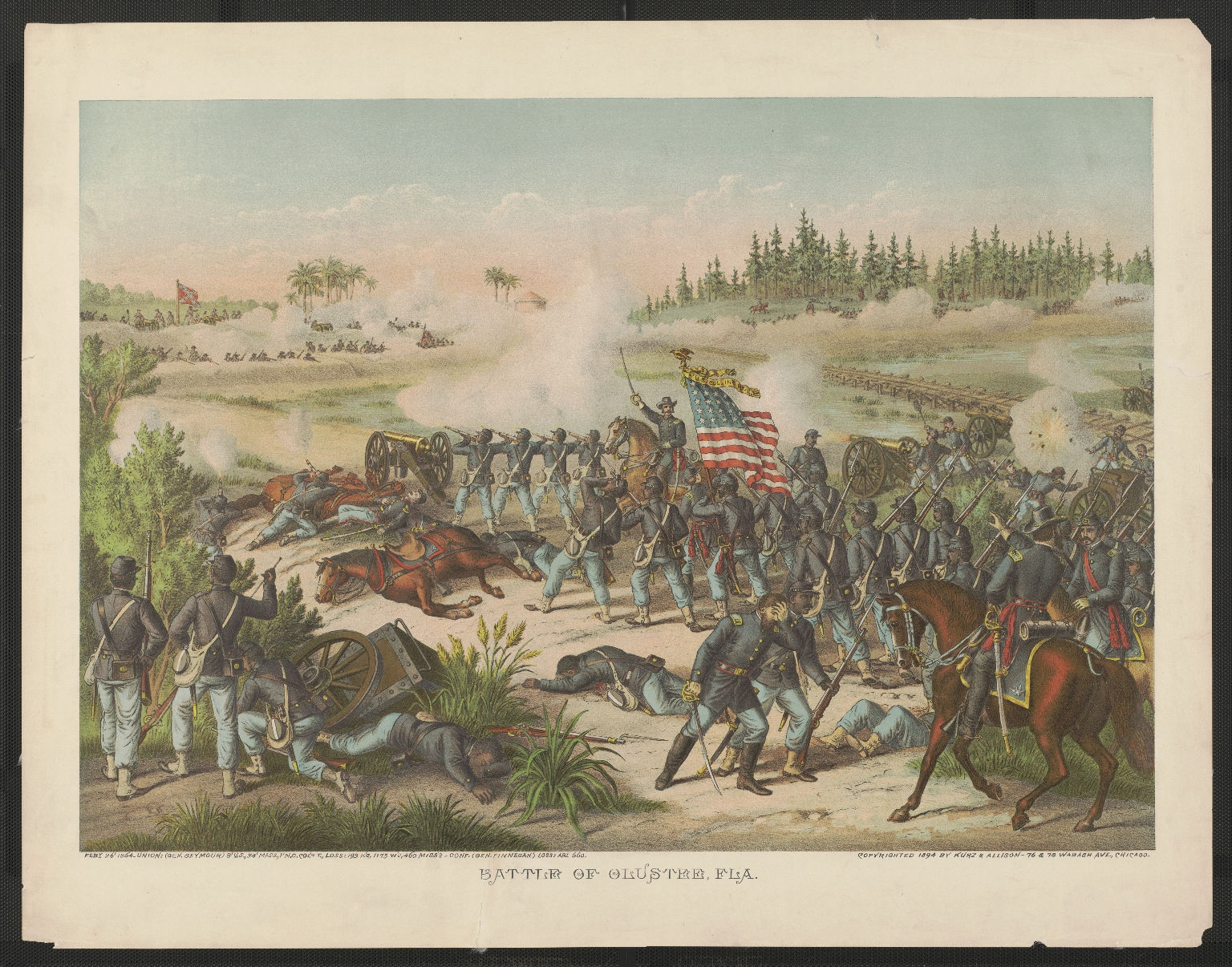
La bataille d'Olustee est la seule grande bataille de la guerre de Sécession en Floride.

La Floride est une importante voie d'approvisionnement pour l'Armée confédérée, les forces de l'Union opérant un blocus autour de l'ensemble de l'État. Les troupes de l'Union occupent des grands ports comme Cedar Key, Jacksonville, Key West, et Pensacola au début de la guerre. Les forces confédérées se déplacent rapidement pour prendre le contrôle de nombreux forts de l'armée américaine en Floride, réussissant dans la plupart des cas, avec les exceptions notables de fort Jefferson, fort Pickens et fort Zachary Taylor, qui restent fermement sous le contrôle fédéral tout au long de la guerre.
Le gouverneur John Milton, un ardent sécessionniste, tout au long de la guerre, souligne l'importance de la Floride en tant que fournisseur de biens, plutôt que de personnel. La Floride est un important fournisseur de produits alimentaires (en particulier les bovins de boucherie) et de sel pour l'Armée confédérée. Le littoral de 13 576 kilomètres (8 436 miles) et les 17 700 kilomètres (11 000 miles) de rivières, ruisseaux et cours d'eau s'avèrent un havre de paix pour les coureurs de blocus et une tâche ardue pour les patrouilles des navires de guerre fédéraux. Cependant, la faible population de l'État (environ 140 000 habitants qui en font l'État le moins peuplé de la Confédération), son emplacement relativement éloigné, sa piètre industrie limite son importance stratégique. Milton travaille à renforcer la milice de l'État et à améliorer les fortifications et les principales positions défensives.
Dans l'ensemble, l'État lève quelque 15 000 hommes, pour la Confédération, qui sont organisés en douze régiments d'infanterie et deux de cavalerie, ainsi que de plusieurs batteries d'artillerie et unités de soutien. Étant donné qu'aucune armée agressive ne cherche à prendre le contrôle de la Floride, de nombreuses troupes de Floride sont envoyées pour servir en Virginie, dans l'armée de Virginie du Nord sous les ordres de brigadier général Edward A. Perry et le colonel David Lang. La « brigade de Floride » combat dans de nombreuses campagnes de Robert E. Lee, et charge deux fois à Cemetery Ridge, au cours de la bataille de Gettysburg, y compris le soutien à la charge de Pickett.
Au début de 1862, le gouvernement confédéré retire la petite armée du général Braxton Bragg de Pensacola à la suite des défaites successives confédérées dans le Tennessee à fort Donelson et fort Henry et la chute de la Nouvelle-Orléans. Elle est envoyée sur le théâtre occidental pour le reste de la guerre. Les seules forces confédérées restantes en Floride à l'époque sont quelques compagnies indépendantes, plusieurs bataillons d'infanterie, et le 2nd Florida Cavalry. Ils sont renforcés en 1864 par les troupes de la Géorgie voisine.

## Afro-américains
En 1840, la population anglo-américaine devient majoritaire chez les personnes d'ascendance européenne, influençant le développement de la culture. Elle devient plus raciste et fondée sur une division binaire entre Blancs et non Blancs, ce dernier groupe comprenant les Muscogees (Creeks) et autres Indiens. Ils sont relégués à un statut inférieur à celui des gens de couleur libres et au-dessus des esclaves. Les habitants de Floride blancs se concentrent sur le développement du territoire et l'acquisition de la structure de l'État. La population atteint 54477 personnes, y compris les esclaves afro-américains qui représentent près de la moitié du total. La navigation en bateau à vapeur est bien établie sur les rivières Apalachicola et St. Johns et des chemins de fer sont prévus.
En 1861, la population esclave, en Floride, atteint 61 000 personnes. Leur travail représente 85 % de la production de coton. Les autorités confédérées utilisent des esclaves comme conducteurs pour le transport de fournitures et comme ouvriers dans les salines et les pêcheries. Beaucoup d'esclaves de Floride qui travaillent dans ces industries côtières échappent vers la relative sécurité des enclaves contrôlées de l'Union pendant la guerre de Sécession. Au début de 1862, l'activité militaire de l'Union dans l'est et l'ouest de la Floride encourage les esclaves dans les plantations à fuir leurs propriétaires à la recherche de la liberté. Certains travaillent sur les navires de l'Union et, à partir de 1863, plus d'un millier s'enrôlent comme soldats et marins dans les troupes de couleur des États-Unis de l'armée.
Les esclaves échappés et libérés fournissent de précieux renseignements aux commandants de l'Union sur les mouvements des troupes confédérées. Ils donnent également des nouvelles des avancées de l'Union aux hommes et aux femmes qui sont restés esclaves dans les parties de la Floride contrôlées par les confédérés. Les craintes des planteurs de soulèvements d'esclaves augmentent à mesure que la guerre se poursuit.

## Dernières années confédérées

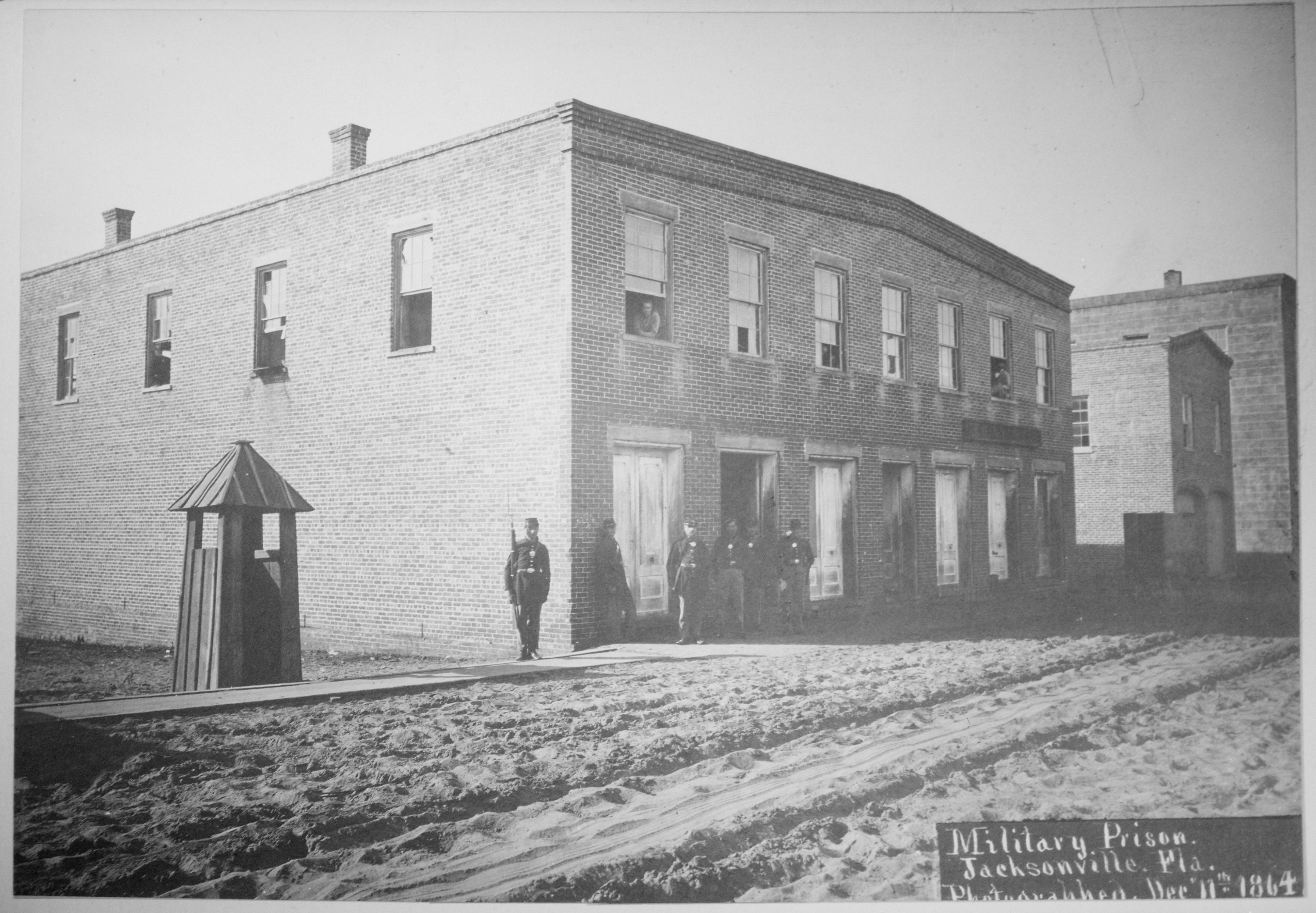
Une prison militaire à Jacksonville, en Floride, 1864. De l'administration des archives et enregistrements nationaux.

L'insatisfaction publique croissante avec la conscription et les politiques confédérées encouragent la désertion des soldats confédérés. Plusieurs comtés de Floride deviennent un refuge pour les déserteurs de Floride, ainsi que pour des déserteurs d'autres États Confédérés. Des bandes de déserteurs attaquent des patrouilles confédérées, lancent des raids sur des plantations, confisquent des esclaves, volent du bétail, et fournissent des renseignements aux unités de l'armée et de la marine de l'Union. Bien que la plupart des déserteurs forment leurs propres bandes raiders ou tout simplement essayent d'échapper aux autorités confédérées, d'autres déserteurs et habitants de Floride unionistes rejoignent les unités fédérales régulières pour servir militairement en Floride.
Bien que de nombreuses petites escarmouches se produisent en Floride - y compris les combats de Natural Bridge, Gainesville, Marianna, Vernon et fort Brooke - le seul grand engagement est celui d'Olustee près de Lake City. Les forces de l'Union sous les ordres du général Truman Seymour sont repoussées par les troupes de Floride et de Géorgie et se retirent vers leurs fortifications autour de Jacksonville. Les pertes de Seymour, relativement élevées, conduisent les législateurs du Nord et les citoyens à s'interroger sur la nécessité d'autres actions de l'Union dans la Floride militairement négligeable. De nombreuses troupes fédérales sont retirées et envoyées ailleurs. Pendant le reste de 1864 et jusqu'au printemps suivant, le 2nd Florida Cavalry contrecarre à plusieurs reprises des raids fédéraux dans les parties centrales et du nord de l'État tenues par les confédérés.
En janvier 1865, le général de l'Union William T. Sherman émet des ordres spéciaux qui mettent de côté une partie de la Floride en tant que territoire désigné pour l'évasion et la libération des anciens esclaves qui ont accompagné son commandement lors de sa marche vers la mer. Ces ordres controversés ne sont pas appliqués en Floride, et plus tard sont révoqués par le président Andrew Johnson.
Au début de mai 1865, la division de l'Union d'Edward M. McCook est affectée au rétablissement du contrôle et de l'autorité fédérale, en Floride. Le gouverneur Milton se suicide plutôt que de se soumettre à l'occupation de l'Union. Le 13 mai, le colonel George Washington Scott rend les dernières troupes actives confédérées dans l'État à McCook. Le 20 mai, le général McCook lit la proclamation d'Émancipation de Lincoln au cours d'une cérémonie à Tallahassee, mettant fin officiellement à l'esclavage en Floride. Ce même jour, ses troupes exultant lève le drapeau américain sur le capitole de l'État. Tallahassee est l'avant dernière capitale d'un État confédéré à tomber face l'armée de l'Union à l'automne. Austin, au Texas, tombe le mois suivant.

## Restauration de l'Union
Après avoir répondu aux exigences de la Reconstruction, y compris la ratification des amendements à la Constitution des États-Unis abolissant l'esclavage et octroyant la citoyenneté aux anciens esclaves, les représentants de la Floride sont réadmis au Congrès. L'État est entièrement restaurée dans les États-Unis le 25 juillet 1868.

## Batailles en Floride
- Bataille de Fort Brooke (Tampa) [5]
- Bataille de Ballast Point [6]
- Bataille de Cedar Creek (Jacksonville)[7]
- Bataille de Fort Myers[8]
- Bataille de Gainesville [9]
- Bataille de Marianna [10]
- Bataille de Natural Bridge (Sud de Tallahassee) [11]
- Bataille d'Olustee[12]
- Bataille de St. Johns Bluff[13]
- Bataille de Santa Rosa Island (Pensacola)[14]
- Bataille de Tampa [15]
- Bataille de Braddocks Farm (Crescent City)[16]
- Bataille de Station Four (Cedar Key)[17]
- Escarmouche de the Brick Church[18]
- Bataille de Palatka
- Affaire de New Smyrna[19]
- Duel d'artillerie à Pensacola
- Affaire à Crooked River (Carrabelle)
- Escarmouche à Mayport Mills (Jacksonville)
- Escarmouche à Township Landing (North of Yulee)
- Affaire près de St. Augustine
- Escarmouche à Jacksonville
- Escarmouche à Barber's Place
- Escarmouche à (one mile east of) Lake City [20]
- Bataille à McGirts Creek (Camp Milton, Jacksonville)
- Escarmouche à Palatka
- Escarmouche à Palatka
- Escarmouche à Cow Ford Creek (Pensacola)
- Escarmouche à Jacksonville
- Affaire à Welatka
- Affaire à Saunders
- Affaire à Jackson's Bridge (Pensacola)
- Escarmouche à Pierce's Creek (Milton)
- Escarmouche à Camp Finnegan (Jacksonville)
- Escarmouche à Trout Creek (Jacksonville)
- Raid sur Baldwin
- Escarmouche à South Fork de Black Creek (Green Cove Springs)
- Escarmouche à Pine Barren Ford (Pensacola)
- Escarmouche à Mitchell's Creek (Pensacola)
- Naufrage du transport US Maple Leaf at Jacksonville, April 1, 1864[21]
- U.S. Transport General Hunter est coulé dans la rivière St. John's River, le 16 avril 1864, près de l'endroit où le Maple Leaf a été coulé[22].